# 기트인
기트인(Geats [ˈɡiːts][*], 고대 영어: gēatas 얘아타스[ˈjæɑ̯tɑs], 고대 노르드어: gautar 가우타르[ˈɡɑu̯tɑr], 스웨덴어: götar 예타르[ˈjøːtar][*])는 오늘날의 스웨덴 예탈란드에 살았던 북게르만족의 일파이다. 예탈란드는 "예타르의 땅", 즉 기트인의 땅이라는 뜻이고, 베스테르예틀란드와 외스테르예틀란드는 각각 서(西), 동(東)기트인의 땅이라는 뜻이다.
기트인은 기원후 2세기 클라우디오스 프톨레마이오스의 기록에 처음 나타난다. 프톨레미는 이들을 고우타이(Goutai)라고 불렀다.

## 고트인과의 관계

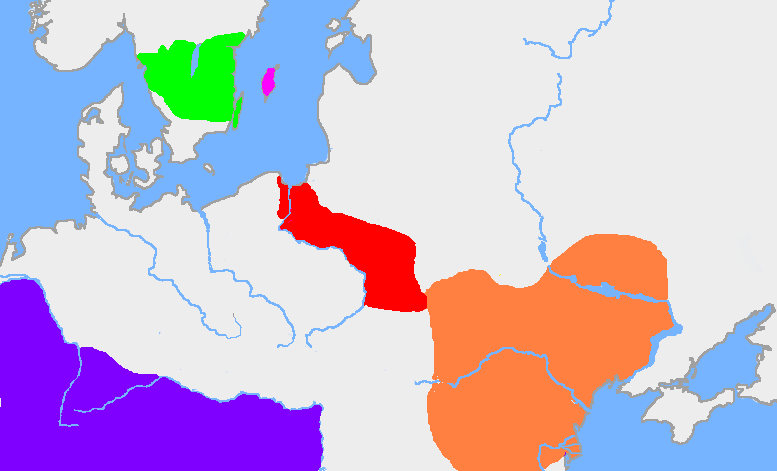
예탈란드(기트인의 땅)
고틀란드(구트인의 땅)
3세기 초 빌바르크 문화권
4세기 초 체르냐코프 문화권
로마 제국의 최대 강역(기원후 117년)

기트인을 가리키는 Geatas는 게르만조어 *Gautoz에서 비롯되었다. 고트인을 가리키는 Goths와 구트인을 가리키는 Gutar는 *Gutaniz. *Gautoz에서 비롯되었고, *Gutaniz는 게르만조어 *geutan가 두 번 모음교체를 거친 것인데, 이는 "붓다(영어: pour)"라는 뜻으로, 현대 스웨덴어의 gjuta, 현대 독일어의 giessen의 어원이다. 이 낱말은 인도유럽어로 "붓다, 제물을 바치다"라는 뜻의 어원을 갖는다. 즉 같은 조어로부터 파생된 두 개의 낱말인 것이다. 슬라브어파의 세르브인과 소르브인, 폴란인과 폴란인, 슬로벤인과 슬로바크인도 같은 경우다.
고트인과 기트인이 같은 민족인지 여부는 오랫동안 논쟁의 대상이 되어왔다. 노르드어 문헌과 앵글로색슨어 문헌은 모두 기트인(고대 노르드어: Gautar 가우타르, 고대 영어: Geatas 얘아타스)과 고트인/구트인(고대 노르드어: Gotar 고타르, 고대 영어: Gotenas 고테나스)을 분명히 구분하고 있다. 그런데 6세기 동로마 사람 요르다네스는 고트인들이 원래 스칸드자라는 섬에 살다가 다키아로 이주해 온 것이라고 썼다. 뿐만 아니라 그는 이 스칸드자섬에는 "가우티고트인"(기트인을 연상시킨다), "오스트로고트인"(외스테르예틀란드를 연상시킨다)", "바고트인"(구트인?)의 세 부족이 살았다고 적고 있다. 이는 기트인이 고트인이고 고트인이 기트인일 가능성을 시사한다. 로마인들은 테르빙인, 그레우퉁인 등도 "고트"라고 불렀기 때문에, 기트인을 고트인이라고 부르는 것이 합당할 수 있다.
스칸디나비아에서 환상열석 매장문화는 예탈란드와 고틀란드에서 가장 흔하게 발견되는데, 환상열석과 선돌은 기원후 1세기부터 오늘날의 폴란드 북부에 나타나기 시작했다. 이는 고트인의 문화인 빌바르크 문화가 스칸디나비아의 영향을 받은 것일 가능성을 시사한다. 외스테르예탈란드의 유적들을 보면 이 시기에 마을들이 갑자기 사라진다. 4세기 이후 기록들은 이 게르만족들을 다키아에 살았던 게타이와 연관짓기도 하는데, 이 부분은 고트=기트 설보다 더 논쟁의 대상이다.

## 유트인과의 관계
오늘날의 덴마크 유틀란드에 살다가 잉글랜드로 이동한 유트인도 기트인이라는 설이 있다. 1884년에 폰투스 파흘베크가 이 설을 처음 제기했다. 이에 따르면 기트인은 스웨덴 남부 예탈란드에만 살던 게 아니라 유틀란드에도 살았던 것이다.
앵글로색슨어 Gēatas는 스웨덴어 götar, 노르드어 gautar와 같은 것으로 대개 받아들여진다. 이는 현대 스웨덴어의 단모음 ö와 노르드어의 이중모음 au가 앵글로색슨어의 ēa에 대응한다는 관찰에 기인한 판단이다.
| 노르드어 | 현대 스웨덴어 | 앵글로색슨어 | 의미       |
| -------- | ------------- | ------------ | ---------- |
| brauð    | bröd          | brēad        |            |
| laukr    | lök           | lēac         | 양파, 리크 |
| lauf     | löv           | lēaf         |            |
| austr    | öst           | ēast         |            |
| draumr   | dröm          | drēam        |            |
| dauðr    | död           | dēað         |            |
| rauðr    | röd           | rēad         | 붉은색     |
| naut     | nöt           | nēat         | 소머리     |
| kaup     | köp           | cēap         | 구매하다   |
| auga     | öga           | ēage         | 눈[目]     |
| haugr    | hög           | hēah         | 높은       |
| saumr    | söm           | sēam         |            |
| taum     | töm           | tēam         |            |
| auðr     | öd            | ēad          | 재산/부    |
| hlaupa   | löpa          | hlēapan      | 달리다     |

그래서 앵글로색슨어 Gēatas가 노르드어 Gautar 및 스웨덴어 Götar와 같은 것으로 판단되는 것이다. 이것은 또한 『베오울프』에 전거한 것이기도 하다. 『베오울프』의 얘아타스인들은 바다 건너 다니인(Dani)의 동쪽에 살면서 스웨온인(Sweon)과 접했다고 하는데, 이는 기트인이 데인인과 스비아인의 사이에서 살던 역사적 배치와 일치한다. 또한 주인공 베오울프는 배를 타고 건너와 데인인의 궁정의 식객이 되고 괴물 그렌델을 죽인다. 이는 『흐롤프 크라키의 사가』에서 보드바르 뱌르키가 "가우틀란드"에서 배를 타고 데인인의 궁정에 찾아와 2년 동안 데인인들을 괴롭혀온 괴물을 퇴치했다는 구조와 동일하다. 그래서 종합적으로 기트인은 앵글로색슨어 문헌의 얘아타스인과 같은 것이다. 한편, 기트인과 유트인은 『베오울프』에서 별개의 민족으로 명시된다. 여기서 앵글로색슨어로 기트인은  gēatas라 지칭되고, 유트인은 ēotena(생격) 또는 ēotenum(여격)라 지칭된다. 또다른 앵글로색슨어 시 『위드시스』에도 기트인과 유트인이 따로 언급되는데, 여기서는 유트인을 ȳtum이라 한다.
그러나 1884년 파흘베크는 『베오울프』의 얘아타스인이 유트인을 가리키는 것이며, 덴마크의 유트인도 사실 스웨덴의 기트인과 같은 민족이었다는 설을 제기했다. 이 가설은 베다 베네라빌리스의 『앵글인의 교회사』의 앵글로색슨어 번역본(앨프리드 대왕에게 헌정된)을 근거로 삼는다. 유트인은 라틴어로 iutarum, iutis 인데, 이것이 앵글로색슨어 번역본에서 gēata(생격)로 한 번, gēatum(여격)로 두 번 번역된다. 그러나 파흘베크는 어떻게 이 두 민족명이 관계될 수 있는지 그 어원은 제시하지 못했다.
파흘베크의 이론은 1907년 헨리크 슈위크에 의해 반박되었다. 슈위크는 또다른 앵글로색슨어 문헌 『앵글로색슨 연대기』에서 유트인을 īutna, īotum, īutum라고 칭한 것을 근거로 제시했다. 또한 슈위크는 앨프리드 헌정번역본에서 유트인이 두 번째로 언급될 때(제4책 14(16)장) ēota라고 지칭되고 한 필사본에서는 ȳtena라고 지칭됨을 보였다. 1908년에는 비외르크만이 앨프리드 헌정번역본에서 유트인을 기트인이라고 옮긴 것은 서색슨어에서 유트인을 Geotas라 하고 기트인을 Gēatas라 했는데 이것이 헷갈려서 그랬을 것이라는 설을 제안했다.
"유트인"이라는 민족명에서 유틀란드라는 지명이 비롯된 것이 아니라, 그 반대로 유틀란드라는 지명에서 "유트인"이라는 민족명이 비롯된 것일 가능성이 있다. "유트"(jut)는 인도유럽조어 *eud에서 비롯되었는데, 이는 "물"을 의미한다.

## 구트인과의 관계
19세기 이래로 베오울프가 고틀란드의 구트인이라는 가설도 제기되어 왔다. 『베오울프』에서 "날씨-기트인" 또는 "바다-기트인"들은 다니인(데인인)의 동쪽에 살며 스웨온인(스비아인)과 넓은 물로 갈라져 있다. 일부 학자들은 베네른호나 멜라렌호를 "넓은 물"이라고 하기에는 이치가 맞지 않다고 주장한다. 또한  날씨-기트인", "바다-기트인"이란 바람과 폭풍이 빈발하는 해안지대에 살았다는 뜻인데, 예탈란드의 기트인은 기본적으로 내륙에 살던 민족이라 이는 이상하다. 뿐만 아니라 베오울프는 죽고 나서 "흐로네스나에세"(Hrones-naesse)라는 곳에 봉분을 만들어 묻히는데, 이 지명은 "고래곶"이라는 뜻이다. 베네른호나 멜라렌호에 고래가 살 수는 없다.
하지만 고틀란드섬이라면, 데인인이 사는 덴마크의 동쪽에 있으면서 스비아인이 사는 스베알란드와 사이에 바다가 있다는 조건을 만족한다. 옛날에는 발트해에 고래가 흔했을 수도 있다. 구트인의 스웨덴어 이름 Gutar는 베오울프의 기트인에 모음교체가 일어난 것과 같다. 이런 정황들로 인해 가드 라우싱은 베오울프의 민족인 "날씨-기트인"은 사실 구트인이라는 결론을 내렸다. 이는 또다른 스웨덴 고고학자 보 그레슬룬드의 지지를 받았다. 라우싱은 고틀란드의 로네(Rone)라는 곳이 "흐로네스나에세"의 "흐로네스"에 해당하며, 여기가 베오울프가 묻힌 곳이라고 주장했다. 『베오울프』에서 흐로네스나에세 근처에는 "에아르나르나에세"(Earnar-naesse)라는 곳이 있었는데 "에아르나르"와 유사한 "아른쿨"(Arnkull)이라는 곳이 로네 근처에 또한 존재한다.
이 가설은 고대 예탈란드의 주민들이 기트인이 아니라고 배제하는 것이 아니다. 앵글로색슨어로 기트인을 의미한 "얘아타스"라는 말이 서기트인(베스테르예틀란드), 동기트인(외스테르예틀란드), 날씨기트인(고틀란드)을 모두 가리킨 것이라는 주장으로 정리할 수 있다. 이는 요르다네스의 기록에서 스칸드자에 가우티고트인, 오스트로고트인, 바고트인이 살았다고 기록한 것과도 일치한다.